# ガリンシャ (フットサル選手)
ガリンシャ（Garrincha）ことウェヴェルトン・ナシメント・モライス（Weverton Nascimento Morais、1992年4月9日 - ）は、ブラジル出身のフットサル選手。Fリーグ・バルドラール浦安所属。フットサルブラジル代表。ポジションはFP。

## 経歴
2018-19シーズンはリーガ・ナシオナルのブルメナウ・フットサルでプレーした。
2018-19シーズン途中の2018年9月、Fリーグのフウガドールすみだに加入した。宮崎曉や田口元気との連係がうまい。2020-21シーズンは全試合に先発出場し、チーム最多の19得点を挙げた。シーズン終了後にはFリーグのベスト5に初選出されている。2021年3月、契約満了によってフウガドールすみだを退団した。
2021年4月、バルドラール浦安に加入した。
2022年9月、ブラジル代表に初招集された。

## 所属クラブ
- 2016-2017  アトランティコ
- 2017-2018  SCコリンチャンス
- 2018-2019  ブルメナウ・フットサル（英語版）
- 2019-2021  フウガドールすみだ
- 2021-  バルドラール浦安

## タイトル
- Fリーグベスト5 : 2020-21

## 代表歴
ブラジル代表
- 2022年